# 클라인-고든 방정식
양자장론에서 클라인-고든 방정식(Klein-Gordon方程式, 영어: Klein–Gordon equation) 또는 클레인-고르돈 방정식은 (유사) 스칼라 장을 다루는 상대론적 파동 방정식이다. 상대론적인 질량-에너지 동등성 {\displaystyle p^{2}=m^{2}}을 나타낸다.
클라인-고든 방정식을 따르는 장은 슈뢰딩거 방정식처럼 단입자의 확률 진폭으로 해석할 수 없는데, 이는 이 방정식이 시간에 대하여 2차 편미분 방정식이어서 음의 에너지가 존재하고, 또 확률 흐름을 보존하지 않기 때문이다. (다만, 파인먼-슈튀켈베르크 해석(Feynman-Stückelberg interpretation)에 따라, 시간에 대해 앞뒤로 전파하는 입자에 대한 기술이라고 해석할 수 있다.) 최근에 발견된 것으로 추측되는 힉스 보손이나, 다른 스칼라 또는 유사스칼라 기본 입자(초대칭에서의 여러 입자 등)나 스핀 0의 복합 입자(스칼라 중간자 따위)를 다룰 때 유용하다.
클라인-고든 방정식은 특수 상대성이론의 질량-에너지 등가성을 양자역학적으로 쓴 것이므로, 다른 모든 상대론적 파동 방정식의 기본을 이룬다. 예를 들어, 스핀 1/2의 디랙 방정식이나 스핀 1의 프로카 방정식은 클라인-고든 방정식의 특수한 경우다. 즉, 모든 디랙 방정식의 해와 프로카 방정식의 해는 클라인-고든 방정식을 만족한다. (그러나 그 역은 성립하지 않는다.)

## 정의
+−−− 계량 부호수를 사용하고, {\displaystyle c=\hbar =1}로 놓자. 실수 (전하를 가지지 않는) 스칼라 마당의 클라인-고든 방정식은 다음과 같다.
{\displaystyle (\partial ^{2}+m^{2})\psi =0.}
여기서 {\displaystyle m}은 장의 양자의 질량이다.
이 꼴은 방정식
{\displaystyle \psi =e^{-ip\cdot x}}
의 평면파 해에 특수 상대성이론의 질량-에너지 동등성, 즉
{\displaystyle p^{2}=m^{2}}
을 가하여 얻어진다. 슈뢰딩거 방정식과는 달리, 어떤 주어진 3차원 운동량 {\displaystyle \mathbf {p} }에 대해 가능한 에너지 {\displaystyle p_{0}}값이 양과 음 두가지다.

### 라그랑지언
클라인-고든 방정식은 다음 라그랑지언의 오일러-라그랑주 방정식이다.
{\displaystyle {\mathcal {L}}={\frac {1}{2}}(\partial \psi )^{2}-{\frac {1}{2}}m^{2}\psi ^{2}}

## 유도
자유 입자의 비상대론적 에너지는 다음과 같다.
{\displaystyle {\frac {\mathbf {p} ^{2}}{2m}}=E.}
이를 양자화하면, 자유 입자의 슈뢰딩거 방정식이 된다.
{\displaystyle {\frac {\mathbf {p} ^{2}}{2m}}\psi =i\hbar {\frac {\partial }{\partial t}}\psi }
여기서 {\displaystyle \mathbf {p} }는 운동량 연산자이다.
이를 상대화하기 위하여, 특수 상대성이론의 에너지 공식을 사용하자.
{\displaystyle {\sqrt {\mathbf {p} ^{2}c^{2}+m^{2}c^{4}}}=E.}
마찬가지로 양자화하면 다음과 같다.
{\displaystyle {\sqrt {(-i\hbar \mathbf {\nabla } )^{2}c^{2}+m^{2}c^{4}}}\psi =i\hbar {\frac {\partial }{\partial t}}\psi .}
그러나 이 공식은 제곱근이 들어가 있기 때문에 다루기 힘들며, 또 비국소적이다. 대신, 에너지 공식의 양변을 제곱하자.
{\displaystyle \mathbf {p} ^{2}c^{2}+m^{2}c^{4}=E^{2}}
이를 양자화하면 다음과 같다.
{\displaystyle ((-i\hbar \mathbf {\nabla } )^{2}c^{2}+m^{2}c^{4})\psi =(i\hbar {\frac {\partial }{\partial t}})^{2}\psi }
고쳐 쓰면,
{\displaystyle -\hbar ^{2}c^{2}\mathbf {\nabla } ^{2}\psi +m^{2}c^{4}\psi =-\hbar ^{2}{\frac {\partial ^{2}}{(\partial t)^{2}}}\psi .}
항을 옮기면 다음을 얻는다.
{\displaystyle {\frac {1}{c^{2}}}{\frac {\partial ^{2}}{(\partial t)^{2}}}\psi -\mathbf {\nabla } ^{2}\psi +{\frac {m^{2}c^{2}}{\hbar ^{2}}}\psi =0.}
모든 복소수 {\displaystyle i}가 사라졌으므로, 이 방정식은 복소 마당뿐만 아니라 실수값을 가지는 마당에도 적용할 수 있다.
상대론적 표기법으로 쓰면, 다음과 같이 된다.
{\displaystyle (\Box +\mu ^{2})\psi =0}
여기서 {\displaystyle \Box }는 달랑베르 연산자이다.

## 역사
에르빈 슈뢰딩거는 전자의 물질파를 기술하는 방정식을 찾다가 1925년경에 오늘날 클라인-고든 방정식이라 불리는 방정식을 고안하였다. 이 방정식은 전자의 스핀을 무시하기 때문에, 수소 원자의 전자 구조를 올바르게 예측하지 못한다. 그러나 슈뢰딩거는 이 방정식의 비상대적 극한이 유용하다는 것을 깨닫고, 이를 1926년 1월에 출판하였다. 이 방정식은 이후 '슈뢰딩거 방정식'이라고 알려진다. 같은 해 소련의 블라디미르 포크는 슈뢰딩거 방정식을 자기장이 있을 경우로 일반화하여, 클라인-고든 방정식을 유도하였으나, 이는 서방 학계에 잘 알려지지 않았다.
곧 오스카르 클레인과 발터 고르돈이 상대론적 전자를 기술하기 위해 이 방정식을 제시하였고, 이를 따 "클라인-고든 방정식"으로 알려지게 되었다.

## 같이 보기
- 사인-고든 방정식
- 디랙 방정식